# Jean-François Lauriol
Pour les articles homonymes, voir Lauriol.
Jean François Émile Lauriol, né le 30 octobre 1817 à Saint-Maurice-d'Ardèche (Ardèche), et mort le 9 mars 1894 à Vallon-Pont-d'Arc, est un homme politique français.

## Biographie
Fils de Jean Antoine Victor Lauriol, maire de sa commune de naissance, il devient notaire à Vallon, puis député conservateur de l'Ardèche en 1877. Invalidé, il est battu lors de l'élection partielle de 1878.

## Sources
- « Jean-François Lauriol », dans Adolphe Robert et Gaston Cougny, Dictionnaire des parlementaires français, Edgar Bourloton, 1889-1891 [détail de l’édition]